# Bombardement de Fanning
 (avril 2020).
Si vous disposez d'ouvrages ou d'articles de référence ou si vous connaissez des sites web de qualité traitant du thème abordé ici, merci de compléter l'article en donnant les références utiles à sa vérifiabilité et en les liant à la section « Notes et références ».
Première Guerre mondiale
Batailles
Batailles des océans Pacifique et Indien
- Fanning
- Zanzibar (en)
- Madras
- Papeete
- Tsingtao
- Rufiji
- Penang
- Coronel
- îles Cocos
- Más a Tierra

Le bombardement de Fanning est une action de la Première Guerre mondiale impliquant une attaque allemande réussie sur la station de relais câblée de l'île de Tabuaeran actuellement aux iles de la ligne appartiennent aux Kiribati. Le vice-amiral Maximilian von Spee envoie le croiseur léger SMS Nürnberg avec le collier Titania pour attaquer la station le 7 septembre 1914 alors que son escadron de l'Asie de l'Est traversait le Pacifique, en route vers l'Amérique du Sud.

## Contexte
L'île de Fanning, actuellement Tabuaeran été annexée par la Grande-Bretagne en 1888. La société britannique de communications Cable and Wireless a construit une station relais pour son câble télégraphique sous - marin du Pacifique central sur l'île. La station faisait partie de la ligne rouge. Reliant l' Australie, la Nouvelle-Zélande et le Canada à la Grande-Bretagne.
Au début de la Première Guerre mondiale en août 1914, l'escadron allemand d'Asie de l'Est, commandé par le vice-amiral Maximilian von Spee, a quitté sa base à Tsingtao (Qingdao) en Chine. avait l'intention de transporter ses navires en Amérique du Sud, où la marine marchande britannique pourrait être facilement attaquée. En traversant le Pacifique le 6 septembre, Von Spee a détaché le croiseur léger SMS Nürnberg et le collier Titania pour enquêter sur l'installation britannique à Fanning et y détruire la station sans fil.

## Raid
Un matin du 7 septembre 1914, le croiseur allemand SMS Nürnberg s'approcha de Fanning sous pavillon français. Remarquant le drapeau français, le personnel hissa un drapeau britannique sur le mât. Au moment où les employés ont remarqué la tromperie, des marins allemands ont déjà débarqué sur l'île. Peu de temps avant d'être arrêtés, les opérateurs ont réussi à envoyer un avertissement à Suva aux Fidji : « C'est le Nürnberg ; ils tirent ». 
Les Allemands ont ensuite gravement endommagé la station câblée, la rendant inutilisable et ont coupé les câbles de communication sous-marins de l'île. Ils ont également brisé des pièces détachées et des instruments. Le moteur a été complètement détruit à l'aide de tirs d'armes légères et d'explosifs. Des documents ainsi qu'une cache de fusils et de munitions ont été confisqués. Le mât a également été abattu. Les insulaires ont fait remarquer le professionnalisme et la courtoisie de la force allemande. Les dommages matériels ont totalisé 150 000 $.